# Ивангородский 99-й пехотный полк
99-й пехотный Ивангородский полк — пехотная воинская часть Русской императорской армии. Входил в состав 25-й пехотной дивизии.
Полковой праздник — 30 августа.
Старшинство — с 31 октября 1805 года.

## Формирование и кампании полка

#### Исторические предшественники полка
22 ноября 1805 года из батальонов, отделённых от 18-го и 19-го егерских полков, был сформирован 23-й егерский полк.
Сразу после своего сформирования полк принял участие в войне 1806—1807 годов против французов в Восточной Пруссии. В конце 1808 года полк был отправлен на театр войны со Швецией.
Во время Отечественной войны 1812 года 23-й егерский полк находился в составе 5-й пехотной дивизии 1-го пехотного корпуса и был во многих важных сражениях. В кампании 1813 года 23-й егерский полк отличился 4 октября в сражении под Лейпцигом.
28 января 1833 года при общей реформе армии батальоны полка были присоединены к Шлиссельбургскому пехотному полку, в составе которого и участвовали в обороне Севастополя и в усмирении польского мятежа в 1863 году.

#### Сформирование полка
4 апреля 1863 года из 4-го резервного батальона и бессрочно-отпускных 5-го и 6-го батальонов Шлиссельбургского пехотного полка был сформирован двухбатальонный Шлиссельбургский резервный пехотный полк. 13 августа того же года он был переформирован в три батальона, назван Ивангородским пехотным полком и включен в состав 25-й пехотной дивизии. 25 марта 1864 года полк получил № 99. Старшинство полка установлено с 31 октября 1805 года, то есть со времени сформирования 23-го егерского полка.
В русско-японской войне Ивангородский полк принял участие в составе 25-й пехотной дивизии 16-го армейского корпуса. По прибытии на театр военных действий, дивизия эта 16 февраля была направлена к Каунлитуню на усиление отряда генерал-лейтенанта Биргера. 17 и 18 февраля полк участвовал в атаке на деревню Салинпу; 19 и 20 февраля — в отбитии огнём наступления японцев на позицию у Нюсинтунь и 22 февраля — в бою за деревню Юхуантунь.
Полк — активный участник Первой мировой войны. Участвовал в Нарочской операции 1916 г.

## Знаки отличия полка
- Георгиевское полковое знамя с надписями «1805—1905» и «За отличие в 1812, 1813 и 1814 гг. против французов, особенно при Лейпциге, и за Севастополь в 1854 и 1855 гг.», с юбилейной Александровской лентой. Первое отличие унаследовано от 23-го егерского полка и второе — от Шлиссельбургского пехотного полка.
- Знаки нагрудные для офицеров и на головные уборы для нижних чинов с надписью «За отличие», пожалованные в 1833 году батальонам 23-го егерского полка для уравнения их с батальонами Шлиссельбургского пехотного полка, имевшими уже эти отличия
- Георгиевские серебряные трубы с надписью «За отличие в войну 1904—05 гг.», даны Высочайшим приказом 18 июля 1909 года.

## Командиры
Командиров 23-го егерского и Шлиссельбургского пехотного полков см. в соответствующих статьях.
- 21.04.1863[2] — 26.06.1865 — подполковник (с 25.09.1864 полковник) Сорока, Пётр Данилович
- 26.06.1865 — 08.05.1866 — флигель-адъютант полковник барон Корф, Андрей Николаевич
- 02.06.1866 — 14.06.1873 — полковник Гренгаген, Густав Борисович
- 14.06.1873 — 27.02.1882 — полковник Баранов, Александр Евграфович
- 01.04.1882 — 19.02.1890 — полковник Кандауров, Леонтий Петрович
- 21.02.1890 — 18.01.1896 — полковник Краузе, Иосиф Эмилиевич
- 25.01.1896 — 07.02.1901 — полковник Пельцер, Иван Карлович
- 05.03.1901 — 01.06.1904 — полковник Ставрович, Николай Григорьевич
- 01.06.1904 — 26.01.1909 — полковник Шрейдер, Петр Дмитриевич
- 30.01.1909 — 21.01.1915 — полковник (с 31.12.1914 генерал-майор) Верховский, Сергей Захарович
- 01.04.1915 — 06.03.1916 — полковник Томилин, Сергей Валерианович
- 14.06.1916 — 31.05.1917 — полковник Уперов, Василий Васильевич
- 27.08.1917 — хх.хх.хххх — подполковник (с 01.10.1917 полковник) Наркевич, Николай Станиславович

## Известные люди, служившие в полку
- Блюмберг, Жан Карлович — советский военачальник, комдив
- Воронов, Владимир Павлович (1872—1914) — капитан, герой Первой мировой войны.